# 이반 4세
이반 4세 바실리예비치(러시아어: Ива́н IV Васи́льевич, 1530년 8월 25일 ~ 1584년 3월 28일)는 1533년부터 1547년까지 모스크바 대공국의 대공이었으며, 차르라는 호칭을 공식적으로 사용한 최초의 통치자였다. 별명은 뇌제(러시아어: Грозный)였다.
재위기간 중 세금 감면 정책 및 중앙집권화 정책을 펼쳤고, 아스트라한 칸국, 카잔 칸국, 시비르 칸국을 병합했다. 이반 4세가 죽기 전까지 러시아는 동유럽에서 오호츠크해 연안까지 4,046,856km의 영토를 차지했다. 그는 왕비 아나스타샤 로마노브나가 죽자, 귀족 보야르들에 의해 독살당했다고 믿고 난폭한 인물로 변해갔다.
진시황제처럼 본래 유능한 황제였으나, 신경질이 심하고 편집증적이었으며 사람을 잘 믿지 못하고 잔인한 사람이었다. 노년에는 거의 반쯤 미쳐 며느리 엘레나를 유산하게 하고 아들 바실리를 몽둥이로 패 죽이고 말았다.
러시아 최초의 법전을 편찬했으며, 영국과 통상·외교 관계를 열었다. 1588년 발트해 연안까지 진출하려다 실패했으나, 1582년, 시베리아를 품어 동방과의 교역에의 길을 열었다.

## 생애

### 출생과 생애 초년
그는 모스크바 대공국의 대공 바실리 3세와 그의 계비 엘레나 글린스카야의 적장자로 태어났다. 이반이 어릴적 부친이 다리에 생긴 종기가 염증으로 확장하여 패혈증으로 사망한다. 이후 이반이 부친의 뒤를 이었으나 어머니 엘레나가 5년간 어린 아들을 대신하여 섭정하였다. 섭정기간 동안 이반의 삼촌들을 처형하였으며 결국 어머니 역시 독살당하였다. 이에 이반을 돌보던 유모까지 수도원에 감금되어 이반에겐 유리라는 어린 남동생뿐이었다. 유리는 듣지 못하는 농아였다고 한다.
중앙 귀족인 보야르와 그들의 협의회인 두마 의회에서는 솔로모니야 사부로바 폐위에 반발했는데, 솔로모니야는 보야르 중에서도 유력 가문 출신의 딸이었다. 그리고 엘레나 글린스카야가 동방 정교회 신자가 아니라 로마 가톨릭 신자인 점도 보야르들의 심기를 거슬렀다. 이후 보야르 및 그들의 협의회인 두마 의회에서는 이반에게 상당히 적대적으로 대하게 된다.

### 모스크바 대공

#### 즉위
아버지 바실리는 어린 아들의 즉위를 염려하여 왕족 및 보야르 등을 모두 불러 어린 이반에게 충성을 맹세했다. 그러나 이반의 삼촌인 유리 이바노비치는 충성 맹약을 번복했고, 안드레이 슈이스키 등 일부 보야르를 포섭하여 차르직에 앉으려 했다가 사전에 발각, 모후 엘레나는 유리 이바노비치를 투옥시킨다. 그리고 1536년 엘레나 글린스카야는 유리 이바노비치를 제거했다. 또다른 삼촌인 안드레이 이바노비치 역시 그의 자리를 노렸다. 엘레나는 안드레이 이바노비치 역시 투옥시키려 했고, 삼촌 안드레이는 도망치려다가 국경에서 잡혀 1537년 투옥되고, 그해 11월에 사망한다.
어머니 엘레나 글렌스키야는 미남 귀족 오블렌스키 공작과 가깝게 지냈다. 그러나 엘레나는 이를 못마땅히 여긴 자신의 친삼촌, 이반의 외종조부인 미하일 글렌스키야를 제거하려 했다. 글렌스키야 가문 외에도 슈스키 가문, 비엘스키 가문 등 유력 귀족들의 왕위를 노리고 있었으므로 엘레나는 자신의 친정의 원조를 받았지만, 자신의 삼촌 미하일을 제거하면서 친정과의 연대는 끊어진다. 그러나 1538년 어머니 엘레나가 의문의 독살을 당한다. 때마침 바실리 3세에게 앙심을 품었던 리투아니아는 군사를 일으켜 모스크바 대공국을 계속 침략해왔다. 겨우 막아냈지만 어린 이반을 대신해 엘레나는 리투아니아와 1535년 평화조약을 체결했다.
이반은 세살의 나이에 차르로 즉위했고 8살 때 모후마저 사망하자 실권자인 슈이스키 가문과 비엘스키 가문이 정권을 장악했고, 귀족회의인 보야르가 대신 정치를 주관했다. 그러나 슈이스키 가문의 당주 바실리 슈이스키는 오블렌스키를 투옥시켰다가 처형하는데, 이때 경쟁자 가문인 비엘스키 가문의 이반 비엘스키를 숙청, 투옥시킨다. 바실리 슈이스키는 몇년 후 이반 비엘스키를 풀어주었으나, 세력의 재규합을 우려해 그를 다시 투옥시킨 뒤 죽인다. 동시에 이반 비엘스키와 가까웠던 모스크바 총대주교 이오아사프도 축출해버린다. 이반은 어려서 대공의 지위를 계승했지만 이반 형제에게 적대적인 보야르들에 의해 구박받고 고통스러운 어린시절을 보냈다. 이반 4세와 동생 유리는 크레믈린 궁의 탑 속에 갇혀서 먹을 것과 마실 것을 제대로 받지 못하고 기근에 시달려야 했다.
이반4세가 후일 측근에게 쓴 한 편지에 의하면 자신이 8살 무렵부터 슈이스키 가문과 비엘스키 가문으로부터 수시로 멸시당했고 무례하게 굴었다고 고백하기도 했다.

#### 귀족들의 섭정 기간
1533년 이반은 모스크바 대공으로 즉위했지만 이는 이름뿐인 지위였다. 보야르 귀족들은 이반과 농아 유리 형제를 무시했다. 형제들은 누더기 옷을 입고 배가 고파서 쓰레기통을 뒤져서 먹을 것을 찾도록 누구하나 도와주는 사람이 없었다. 황제이긴 했지만 귀족들은 7살짜리 어린 황제 형제를 심문한 뒤 밀실로 끌고가 고문을 즐기기도 했다. 이반 형제가 왕과 왕족의 예우를 받는 날은 오로지 왕실행사가 있는 날로, 이날 만큼은 더러운 옷을 벗고 깨끗하게 씻겨진 후 왕의 옷으로 갈아입고 행사에 참석했다 한다. 그러나 행사가 끝나고 나면 다시 이반 형제들은 누더기 옷으로 갈아입어야 했다. 왕실에서 벌어지는 참혹한 살인과 암투, 음모를 여과없이 목격하면서 자라난 이반의 성격은 비뚤어지고 포악하게 변모했다. 그는 형식상의 대공이었고 정무는 두마와 보야르들이 관장했다. 한편 슈이스키 가문 및 베리스키 가문 등 유력 보야르가 대공의 섭정 자리를 둘러싸고 치열한 파벌 다툼을 벌였고, 이러한 갈등은 이반이 1547년 공식 차르가 될때까지 계속되었다. 그 중 슈이스키 가문은 류리크의 먼 후손으로 왕실의 먼 친척이며 동시에 선대 왕인 드미트리 돈스코이의 왕비 에우독시아 드미트리예비나를 배출한 가문이며, 니즈니노브고로드와 로스토프의 대공 드미트리 콘스탄티노비치(Dmitry Konstantinovich)의 아들 바실리 키드예파(Vasiliy Kirdyapa)를 시조로 한다.
귀족들은 공적인 자리에서는 이반을 대공으로 대우해주고, 이반의 동생 유리를 왕자로 대우했다. 그러나 공식석상 밖에서 보야르들은 이반에게 무례하게 굴기가 예사였고, 누더기 옷을 강제로 입혔으며 이반의 침실에 나타나 일부러 소란스럽게 논쟁을 벌였다. 안드레이 슈이스키는 아예 더러운 신발을 이반의 침대 위에 갖다두고 강제로 신게 했다.
어린 시절 이반은 높은 성 꼭대기에서 애완동물을 떨어뜨려 죽이거나 칼로 찔러 죽였다 한다. 당시의 많은 보야르 및 일반 귀족 그리고 지방의 귀족인 드보랸 등은 그가 독살당하거나 폐위 또는 암살당하리라 전망했다. 그러나 1543년 12월 말, 이반은 자신과 가까이 지내던 몇몇 보야르 및 드보랸 자제들을 동원, 두마 회의때 크레믈린 궁의 주변에 매복시켰다. 회의가 끝나자, 이반은 이들을 시켜 자신을 학대하던 두마 의원인 보야르 귀족의 유력자 안드레이 슈이스키를 납치, 크레믈린의 개 사육사에게 보내 맹견에게 물어뜯겨 죽게 했다. 크리스마스에 이반은 회의 자리에서 안드레이 슈이스키가 그를 무시, 조롱하자, 그를 죽이라고 명령했다. 다들 순간적인 명령이라 당황했고 이반은 안드레이 슈이스키를 죽이라고 재촉했다. 듣지 않자 그는 자신의 측근들을 매복시켰다가 안드레이 슈이스키를 잡아다 개 사육사에게 넘긴다. 이후로 이반에 대한 보야르, 제후 의원들의 멸시와 구박은 줄어들었지만 경계심은 계속되었다.
이반이 15살 되던 해 궁중에서 식사를 하던 중 이반의 면전에서 귀족들이 서로 패거리를 나눠 심하게 격투를 벌이고 싸움을 하였다. 그들에게 어린 왕은 안중에도 없었기에 신경쓰지 않았다. 분노한 이반은 조용히 할 것을 명했으나 귀족들은 무시하고 계속 다투었다. 이반은 시종들에게 비밀리에 경호용 개를 데려오게 한 후 경호용 개들에게 물어버리라고 명령한다. 이반의 경호용 개들은 귀족들에게 달려들어 얼굴을 마구 물어뜯었고, 심하게 물린 귀족은 이후 외부 출입을 하지 못하고 은둔했다고 한다. 이 일로 공포감을 느낀 두마 의원들은 이반에게 친정을 청했다. 그러나 친정을 두려워한 이반은 일단 보론초프 가문 사람들을 중용한다. 그러나 1546년 그는 보론초프 가문도 숙청해버리고 만다.
지방 귀족인 드보랸들과 보야르, 제후 계층에서는 이반의 아버지 바실리 3세 시절부터 내심 보야르 및 두마 의원, 중앙 관료, 지방 관료 등의 횡포를 억제해줄 강력한 왕권을 오랫동안 원했고, 상인들은 각 지역마다 천차만별인 상법을 정비하여 동일한 상법 및 무역법의 신설을 원했다. 이들은 보야르와 적대적인 이반 4세에게 오랫동안 호의를 보여 왔다. 그리고 그가 친정하자마자 그를 적극 지지하게 된다. 1546년 12월 이반은 내년에는 혼인할 것이고 차르로서, 모스크바의 지배자로서 즉위하겠다고 선언한다. 이듬해 그는 로마노프가의 딸 아나스타샤 로마노브나(Anastasia Romanovna)를 선택, 성대한 결혼식을 올린다.

### 전러시아의 차르

#### 친정과 차르 즉위

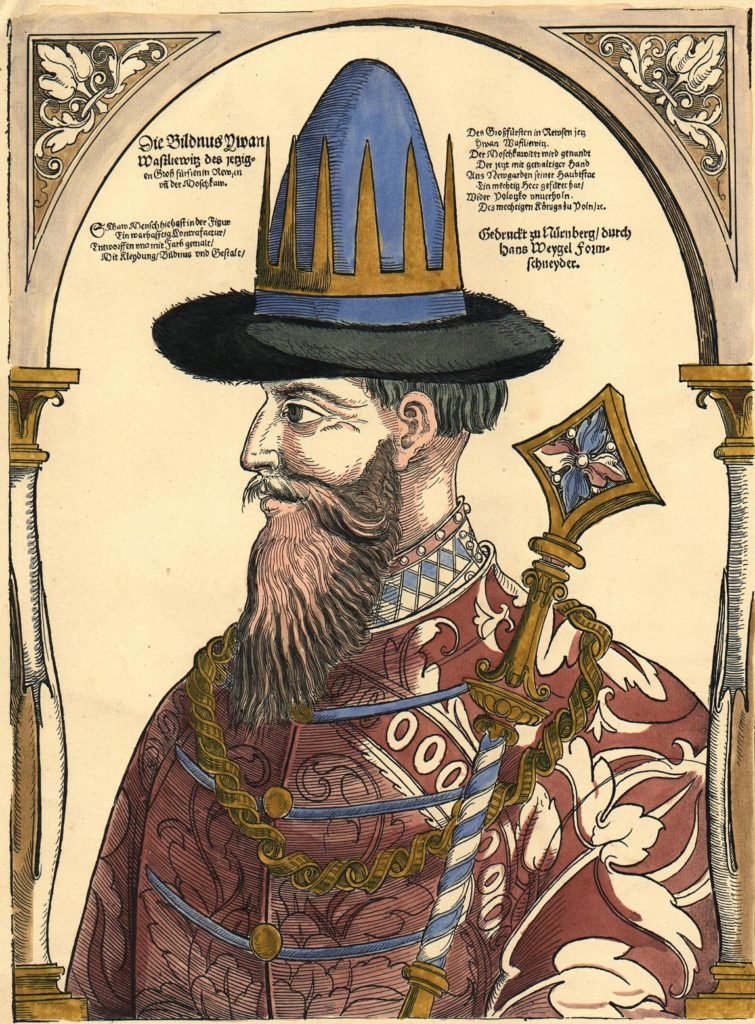
이반 4세

1547년에 친정에 임하여 공식적으로 최초로 차르를 칭하고, 이후 러시아 군주의 공식 호칭이 되었다. 이후부터의 모스크바 대공국을 '러시아 차르국'이라고 부른다. 이반은 동로마 제국의 계승자임을 선언하고 차르로써 가진 대관식은 비잔티움 제국 황제의 대관식을 모델로 하여 거행했다. 그는 일군의 보야르 및 드보랸, 제후들의 보좌를 받으면서 그는 치세 초기 개혁에 착수했다. 1550년대 이반은 새로운 법전을 공포하고 군대를 개선한 뒤 지방통치기관을 재조직했다. 이러한 개혁은 틀림없이 항구적인 전쟁에 대응하기 위한 강국화 정책이었다. 그러나 친정 초기 모스크바 시내에 의문의 방화사건이 발생하고, 노브고로드와 프스코프에서 반란이 일어났다. 이반은 즉위 초, 소수의 측근들을 시켜, 자신에게 적대적이었던 보야르 중에서도 심했던 인사들을 잡아 부패, 뇌물, 탐학 혐의로 처형했다. 이어 안드레이 쿠르프스키(Andrey Kurbsky), 시종관 알렉세이 아다셰프, 사제 실베스트르, 대주교 마카리우스 등의 측근들을 발탁, 두마에 저항했다. 동시에 이반은 자신의 왕권이 불안하다고 느낀 나머지 유력 왕위 계승권자로 지목되는 자신의 가까운 친척들을 체포, 참살하거나 독약을 내려 처형해버린다.
1548년 아나스타샤와 결혼했다. 이반은 아내를 사랑하여 아나스타샤 왕비의 앞에서는 얌전한 고양이로 변했다고 한다. 그러나 신혼 한 달 뒤 이반의 궁궐은 다시 창녀들로 채워졌고 또한 시녀들을 비판하거나 욕설을 하였다. 아나스타샤 왕비는 13년 동안 이반 4세의 아내로서 왕비의 자리를 지키다 30살의 나이에 요절했다. 아내가 죽자 이반은 왕비가 귀족들에게 독살되었다면서 더욱 포악해져 귀족들을 탄압했다. 1552년 10월 그는 첫 아들인 드미트리를 보았다. 후대의 가짜 드미트리 소동의 원인이 된 드미트리와는 동명이인으로, 이 드미트리는 생후 1년만에 요절한다. 후에 그는 일곱째 왕비 마리아 하세에게서 얻은 아들에게도 똑같이 드미트리라는 이름을 붙이는데, 이 드미트리가 후대의 가짜 드미트리 소동과 관련이 있다.
1553년 그는 갑자기 고열에 시달리는데 일설에는 뇌염이라고도 하고 일설에는 매독이라고도 한다. 그는 불안해하며 귀족들을 소집 자신의 아들 디미트리에게 충성을 서약하게 했다. 그러나 그는 기적적으로 병세에서 회복된다.
그러나 이반이 병중에 있을 당시 이반의 최측근인 아다셰프, 실베스트르 등은 이반의 아들 드미트리가 너무 어리다 하여, 이반의 사촌 형 블라디미르 스타리츠키를 계승자로 내정하고 있었다. 이반의 집권 초기의 혹독함에 염증을 느꼈던 아다셰프와 실베스트르는 쿠데타를 기도했지만 이반의 지지세력인 드보랸과 보야르, 제후, 성직자 등의 반발이 만만찮았으므로 이반이 죽고 난 뒤를 도모하였다. 그러나 이반은 쾌차했고, 자신이 믿던 최측근들이 자신을 배반함을 알고는 분개했다. 하지만 1553년 6월 26일 그의 아들 드미트리는 병으로 사망하고 만다.

#### 집권 초기
1547년 의회 제도를 도입한다. 곧 투표가 실시되고, 의회 의원들은 시민 대표자라는 자격으로 국정에 참여하거나 잘잘못을 비평할 수 있었다. 이반 4세가 의회를 도입한 것은 보야르와 드보랸 세력을 견제하기 위한 목적이었다. 1553년 이반 4세의 명령에 의해 모스크바 크렘린에 인쇄소가 설립되었다. 동시에 독일에서 들여온 인쇄기가 최초로 모스크바에 소개되었다. 이후 이반 4세는 인쇄기를 모스크바 각처에 보급하여 1550년대와 1560년대에는 성서와 동방 정교회의 교리서적 및 주변국의 종교 관련 서적, 전설 민담 등을 채록한 서적들이 대량으로 발간되어 보급되었다. 또한 이반은 문맹 퇴치를 목적으로 각처에 학자를 파견하여 문자를 가르치게 했다. 그러나 인쇄소 건립 초기, 새로운 인쇄기술에 불만을 품은 자들이 인쇄소를 공격하다가 적발됐다. 이들 중 일부는 리투아니아 대공국으로 도주했지만 일부는 체포되어 처형당했다.
1558년 이반의 최측근들은 그에게 동부 지역으로 뻗어나가야 된다며 동부 지역의 재건을 주문했지만 이반은 서부의 영토 공략을 원했다. 결국 그의 고집을 꺾지 못하고 그 해부터 발트해 연안의 리보니아를 공격하여 리보니아 전쟁을 일으켰다. 그런데 스웨덴, 폴란드, 리투아니아가 개입하여 러시아에 저항했다. 전쟁은 시간만 질질 끌고 얻는 것 없이 막대한 병력손실, 사망자만 내고 종결되었다. 동시에 킵차크 칸국의 계승제국이자 강대국 칸국이 러시아의 수도 모스크바까지 침략하여 약탈을 감행했고, 동부 지역에도 타타르 족이 러시아를 침략해 약탈했지만 러시아는 제대로 저항하거나 막지도 못하고 항상 패배만 했고, 1560년까지 흉년이 계속되었으며, 역병까지 창궐하여 확산되었다. 러시아의 군사적 관심이 리보니아에 집중하는 때를 이용해 크림의 지배자 데보레트 기레이는 12만 명의 기병을 이끌고 여러 번 러시아의 모스크바를 공격했고, 1572년 모로디 전투에서 멈출 때까지 모스크바에 대한 침공은 계속되었다. 그러나 이어서 수십 년에 걸쳐 남부 국경지대는 노가이 오르다 및 크림 칸국의 약탈을 받아 러시아의 지역주민들이 포로로 사로잡혀 연행되어 그들의 노예가 되었다. 대 녹채 지대의 관리 및 경비에는 연간 수만 명의 병사의 배치를 필요로 해 그 부담은 러시아를 소모시켜 사회적, 경제적 발전을 저해했다.

#### 정복 사업
그는 이반 3세가 어느 정도 국가적 통일을 이룩한 러시아에 권력의 중앙집권화를 확립하기 위해 1565년∼1572년 오프리치니나 제도를 실시하고 대귀족을 탄압하여 중농적 중앙집권국가를 수립했다. 대귀족 탄압의 공포정치를 행해서 그로즈니라는 이름을 얻었다. 밖으로는 중농에 토지를 주고, 또 서유럽과의 교역을 희망하는 상인층의 이익을 위해 1552년 카잔 칸국, 1556년 아스트라한 칸국의 러시아 침략을 막아내 합병하고, 볼가강의 지배권을 품어 동방 및 동남방 교역의 거점을 획득, 1581년에는 카자흐족의 족장 예르마크에 의해서 시베리아 진출도 시도되었다. 나아가서 실패로 끝났다고는 하나 리보니아 전쟁(1558 ~ 1583)에서 폴란드 및 스웨덴과 싸운 것은 서유럽과의 통상을 위해서 서유럽의 발트해까지 진출을 목표로 한 것이었다. 또한 1550년, 1566년의 두 번에 걸쳐 전국회의를 열어 왕의 뜻을 전국에 철저화시키는 기관으로 삼았다. 또 1553년 처음으로 영국과 백해(白海)를 통한 통상관계를 가졌으며, 시베리아 진출도 이 때에 시작되었다. 이러한 나라, 지역을 지배하에 두게 되면서 러시아는 1900년대 이후와 같은 다민족, 다종교의 국가로 변모했다. 차르는 지금의 볼가강 유역 전역에 지배를 미치고 중앙아시아로의 발판을 얻었다.
북서부의 발트해 해역으로 확장은 매우 곤란한 길이었다. 1558년 리보니아로 공격해 들어간 이반은 그 후 25년의 세월을 폴란드-리투아니아 연방, 스웨덴 및 덴마크와의 전쟁에 허비하게 되었다. 일시적인 우세도 보람없이 이반의 군세는 되밀려 러시아는 발트 해에서 패권을 획득하는 데 실패했다.
1560년 아내 아나스타샤가 갑자기 사망했다. 이반은 애써 태연한 척, 아무일도 없었던 척 하며 정무를 보았다. 그러나 자신의 오프리치니크 측근들에게 조용히 사악한 간신들이 아내를 죽였노라며 분개했다. 이후 이반은 자제심을 잃어갔고, 반대 귀족들에 대한 혹독한 탄압을 계속하였다. 또한 이반의 여러번의 재혼을 못마땅히 여긴 동방 정교회를 비롯한 종교들에 대해서도 세금 부과와 혹형을 가한다. 이반 4세는 아내가 독살당했다고 믿고 있었고, 이는 아나스타샤 독살설로 퍼져나갔다. 그 후 이오시프 스탈린 시대에 아나스타샤의 관곽을 발굴한 결과 평균치 이상의 수은과 비소량이 검출되기는 했다.
왕후 아나스타샤의 죽음을 계기로 그는 자신의 친위대인 오프리치니크를 동원해 일부 보야르에게 왕비 독살죄를 물어 대대적으로 처형, 유폐시켰다. 1563년에는 자신의 최측근인 아다셰프와 실베스르트 주교, 그리고 한때 그들의 추대를 받았던 이복 형 블라디미르 및 그의 가족, 친척, 처족들을 모두 처형하고, 사촌 블라디미르 스타리스키까지 참수형에 처했다. 동시에 보야르들에 대해서도 자신에게 밉보였던 인물들을 처형하다가 나중에는 보야르와 드보랸, 제후, 성직자, 젠트리 등을 가리지 않고 모두 처형했다. 또한 자신의 가족, 친지들 중 왕실에 비판적인 자들을 밀고하게 하고, 밀고자에게는 상금을 후하게 내렸다. 리보니아 전쟁의 후유증과 기근 때문에 잠시 주춤하기도 했지만 처형은 계속되었다.

#### 중앙귀족 숙청

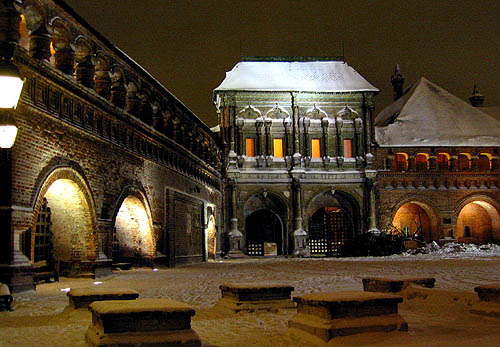
17세기 Krutitsy의 궁전.

그러나 보야르의 반발은 만만치 않았고, 왕실의 먼 친척을 대안자로 삼거나 왕실 자체를 폐출시키려 했다. 1564년 이반은 최측근 몇명을 대동하고 모스크바를 떠나 알렉산드로프스키 성에 장기간 은거했다. 그는 일부 두마 의원들과 보야르들이 자신의 어린시절만을 생각하며 무시, 계속 정권을 위협하여 더 이상 정치를 하기 힘들다는 내용의 편지 서신을 써서 두마, 보야르, 드보랸 및 전국 각지로 보냈다. 또한 성직자들과 일반 백성들에게도 같은 내용의 편지를 보냈다. 그의 편지를 받은 지역의 드보랸 및 성직자, 보야르들은 지금까지의 폐단이 환관(궁궐 거주 남성) 및 궁녀들이 국정을 농단한 것으로 해석하고, 반발 여론이 나타났다.
두마의 지도자인 보야르는 이반에게 다시는 차르 폐하에게 무례를 저지르지 않을 것이며, 폐하에게 무례한 자는 스스로 자정해서 처벌할 것이니 부디 돌아와 달라며 간청하는 서신을 보냈다. 이반은 바로 돌아와 부패관료와 반역자에 대해서는 재판 없이 사형에 처하는 것과 그 재산을 몰수할 권한을 갖는다고 선포했다. 동시에 오프리치니나라는 특별 행정구역 및 황제의 직할지역 건설에 착수한다. 1565년 차르는 국가를 그의 사적 영지 오프리치니나와 공적 국토 젬시치니나의 2개로 분할했다. 이반은 자신의 직속령에 모스크바에서 가장 풍부한 지역을 편입시켰다. 이반의 분노는 보야르, 왕족, 더 나아가 제후에까지 향해져 어떤 자는 그 장소에서 처형되었고, 어떤 자는 토지 및 재산을 몰수당했다. 러시아에서 공포에 뒤덮어진 10년의 기간이 시작되었고 이것은 노브고로드 학살(1570년)에서 정점에 달했다.
한편 이반의 즉위 초기 그를 지지했던 안드레이 쿠르프스키 1565년 모스크바를 떠나 외국으로 잠적했다. 그는 이반의 공포정치를 경계하며 그에게 충고의 편지를 보냈는데 "차르는 민중의 지도자이자 목자로서 귀족과 지식인의 권리를 존중하고, 만인의 아버지가 되어 민중의 생활을 보호해야 된다"고 지적했다. 그러자 이반은 "차르는 신께서 권리를 부여한 전제군주이므로 누구의 비판도 받아서는 안된다. 차르는 신이 내려주신 노예들을 다스릴 권리가 있다. 차르가 설령 불완전하여 부도덕한 일을 저지르더라도, 그것은 후대의 역사가 평가할 일이지, 노예들이 왈가왈부할 일이 아니다. 신하된 자로서 차르의 명령에 복종하지 않는다면 그것은 반역이며 동시에 신의 뜻을 거스른 행위이므로 영혼을 지옥에 떨어뜨리는 짓이다. 모든 백성은 군주를 무조건 지지하는 것이 지엄하신 신의 명령이다."라고 답하였다. 1566년 이반은 차르의 근위대 겸 오브리치니나의 치안을 담당하는 오프리치니크 부대를 창설한다. 이들은 검은 제복을 착용하고 다녔으므로 흑위병, 검은 기사로 불렸다.

#### 오프리치니나와 대학살극
오프리치니나에서의 정책으로 인해 이반은 각 지역에서 지도적인 지위에 있던 보야르 가문이 갖고 있던 경제적, 사회적 영향력을 파괴했으나, 그들은 러시아의 강국화를 유지하고, 가장 우수한 국가의 관리, 운영능력을 갖춘 사람들이었다. 무역은 쇠퇴하고 농민들은 나날이 오르는 세금과 폭력의 위협을 피해 모스크바에서 도망치려고 하였다. 농민들을 이동의 자유를 일부 제한하는 것을 마련해 그들을 붙잡아 두게 되면서 모스크바의 농촌사회는 법제화된 농노제에 가깝게 되었다. 1572년 이반은 마침내 오프리치니나 체제를 포기했다. 통설에 의하면 오프리치니나 체제는 전쟁의 인적, 물적 자원의 동원과 전쟁반대의 목소리를 억누르기 위한 것을 목적으로 만들어졌다고 한다. 그런 이유로 이반의 국외, 국내 정책은 러시아를 황폐화시켜 동란 시대(러시아어: Smutnoye vremya, 1598-1613)라고 부르는 사회분쟁과 내전을 일으키게 만들고 말았다.
이때 블라디미르 스타리츠키 일족의 고무과 처형을 담당했던 고문관 중 한 사람인 말류타 스쿠라토프는 오프리치니크 부대의 지휘관의 한 사람으로 기용되었는데, 그는 보야르 및 왕족, 제후 및 두마의 반대파(일반 중견 귀족 위주임.)는 물론이고 드보랸, 성직자, 젠트리 등을 가리지 않고 잡아다가 끓는 물에 담거나, 살점을 베는 등의 고문을 자행했다. 오프리치니크 부대원들은 그것도 모자라 사형 때도 사형수들을 끓는 물에 넣거나 긴 쇠꼬챙이로 꿰거나 기둥에 묶은 뒤 불에 고기 굽듯이 천천히 돌려가면서 구워 죽였다. 1570년 이반 4세는 오프리치니크 부대에게 명령하여, 자신에게 가장 적대적이던 도시인 노브고로드 시민들을 전부 사형에 처했다. 그는 노브고로드 시민이 외국의 적과 내통한다며 오프리치니크 부대에게 노브고로드 지역 주민들을 엄벌하라고 지시했다. 모스크바 지역에 안 좋은 감정을 가졌고 이반 4세에게도 악감정을 가진 보야르 들이 많이 살던 노브고로드에 불시에 습격, 1500여 명의 보야르와 그 가족들이 한꺼번에 사형을 당했다.
1570년 노브고로드 대공족 그리고 성직자와 젠트리들에 대한 대량 학살은 이반의 명령을 받은 오프리치니크 부대원들의 주도하에 벌어졌다. 한편 이반 4세는 자신의 반대 세력이 노브고로드에 많이 모여 살고 있다는 이유 만으로 일주일 동안 무려 대공족 그리고 성직자와 젠트리를 합한 6만명을 온갖 방법으로 사형을 시켰다. 항문에 말뚝을 박아 죽이거나, 펄펄끓는 물에 사람을 던져서 죽이거나, 기름을 넣은 큰 가마솥에 사람을 튀겨 죽이기도 했다. 그는 블라드 체페슈의 고문, 사형 자료를 직접 참고, 연구했고, 이러한 사형 방법은 이반이 구체적으로 지시하기도 했다. 검은 옷에 검은 말을 탄 오프리치니크가 나타나는 거리마다 남녀노소의 비명과 공포감, 적막감이 감돌았다.
1575년 이반 4세는 갑자기 타타르족인 시메온 벡불라토비치에게 차르직을 일시 양위하고, 자신은 대공이라 칭했다. 시메온 벡불라토비치는 정교회로 개종한 타타르족이지만 이반 3세의 고손녀 마리아 므스티슬라브스카야와 결혼한 인물이기도 했다. 그러나 시메온의 거듭된 복직 요청 덕에 이반은 1년만에 다시 차르로 복귀했다.

#### 외교 정책
토벌들을 하는 한편으로 그는 영국, 신성로마제국의 제후국들과의 교역, 수교 정책을 펼치기도 했다. 독일의 지기문트 폰 헬벨슈타인 남작이 모스크바의 제사에 관한 기록을 1549년 출판할 때까지 서구인에 있어 러시아는 매우 수수께끼가 많은 사회였다. 이 책에서는 좀처럼 방문하지 않고 부족한 보고서도 없던 나라에 대해 어느 정도의 지식과 이해를 갖게 하였다. 1630년대 모스크바를 방문한 아담 올레아리우스는 이 나라에 관련한 풍부한 정보를 생생한 모습으로 기술하여 전했고, 그의 책은 순식간에 유럽 여러 가지 언어로 번역되었다.
그의 외교정책에 대한 보다 더 상세한 정보는 잉글랜드와 네덜란드의 상인들에 의해 전해지게 되었다. 그들중 한명인 리처드 챈슬러는 1553년 북동항로를 항해해 백해에 도착해 모스크바에 상륙했다. 그는 잉글랜드로 돌아간 후 세바스찬 카포트, 휴 윌로비 경 및 수명의 런던 상인들과 함께 모스크바 회사를 설립했다. 이반 4세는 그들 상인을 엘리자베스 1세와 왕복 서신을 교환하는 데 이용했다.

### 생애 후반

#### 노년기의 난폭함

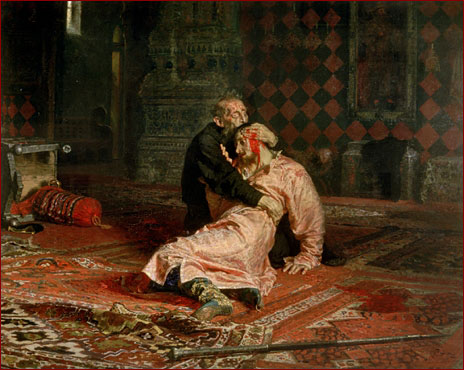
아들을 지팡이로 패죽이고 자신에게 놀란 이반 뇌제. 일리야 레핀 그림

아나스타샤 사후 마음의 안정을 찾지 못하고 계속 이혼과 폐출이 반복되고 첩을 여러명 들이게 되었고, 교회는 이를 지적하면서 이반과 수시로 마찰했다. 두번째 부인 마리아와는 9년간 결혼생활을 했으나 의문의 독살을 당한다. 한편 마리아 생전에 그는 폴란드의 공주랑 결혼하고 싶다는 말을 공공연히 해서 아내 독살 의심을 받기도 했다. 마리아가 독살된 뒤 그는 2년 후 마르파 소바키나와 결혼한다. 그러나 마르파 소바키나는 결혼 후 3주만에 갑자기 고열에 시달리다가 사망한다. 첫 아내 아나스타샤의 의문의 죽음을 떠올린 그의 광기는 심해졌다. 1579년 그는 바실리아라는 여성과 결혼했다. 그러나 바실리아는 바람을 피웠고 몇달 뒤 이반은 내연남들을 데려다가 바실리아가 보는 앞에서 처형한 뒤, 바실리아는 사방이 벽으로 된 회랑에 가두어 죽게 했다. 바실리아가 죽자 바로 마리아 돌고루카야와 재혼했지만 역시 바람을 피우다가 이반에게 발각됐고, 이반은 돌고루카야를 물에 빠뜨려 익사시켰다. 그리고 다시 마리아 나가야와 재혼했는데, 그에게서 드미트리가 태어난다. 그러나 드미트리는 태어나면서부터 간질 발작을 앓았다.
일부 지역의 정교회에서는 그의 아홉 번의 결혼 및 여러 축첩을 못마땅하게 여겼고, 일부 지역의 정교회에서는 우리는 차르의 지배권을 거부하며, 우리 대주교님의 지도를 받겠다고 선언한다. 또한 정교회에서는 이반의 계속된 재혼과 축첩을 두고 성도덕이 희박하다고 지적했다. 이에 이반 4세는 성직자들을 잡아다가 사형을 시키고, 정교회의 토지와 재산을 몰수하기 시작했다.
노년의 차르는 성격이 난폭하게 되어 여러 가지 잔인한 일을 저질렀고 이에 반발한 그의 친족이자 군사령관인 쿠르프스키는 폴란드로 귀순했다. 1581년 11월 어느날 임신한 며느리 엘레나가 얇은 옷을 입자 복장이 경박하다고 마구 때려 며느리는 유산되었다. 그러자 아들 이반 왕자는 왕손이 태어나기도 전에 죽은 것 때문에 분노하여 아버지를 마구 저주하고, 화가 난 차르는 부지깽이로 아들을 사정없이 패다가 문득 제정신으로 돌아와 생명이 위독한 상태가 된 아들을 부둥켜안고 하염없이 울었다. 근처에 있었던 보리스 고두노프가 달려와 말렸지만 한발 늦었고, 아들은 머리에 피를 흘리며 쓰러졌다. 한참 있다가 정신을 차린 이반은 머리가 터져 피흘리며 쓰러진 아들을 부둥켜안고 통곡했지만 소생시키지 못했다. 아들은 결국 3일 뒤 죽었고, 이반 역시 고독 끝에 수도자가 되었다가 3년 뒤 죽고 말았다. 1584년 3월 28일 그는 갑작스러운 뇌출혈로 최후를 맞이했다. 최초의 차르, 이반 뇌제의 고독 끝 말로였다.

#### 의문의 최후
그가 죽기전에 체스를 두다가 일어서던 중 갑자기 발을 헛디뎌 뒤로 넘어져서 그대로 사망했다는 설, 시종무관 이반 벨스키의 여동생을 겁탈하려다가 울면서 뛰쳐나오는 벨스키의 여동생을 본 벨스키와 보리스 고두노프가 이반 4세를 목졸라 죽었다는 설이 있다.

### 사망과 류리크 왕조의 종말
아나스타샤 왕후에게서 여러 아들을 얻었지만 장남 디미트리는 유모의 실수로 익사했고 그 뒤를 이은 바실리 왕자는 이반 왕에게 맞아죽었다. 이반의 뒤를 이은 이는 지적장애가 있던 아들 표도르였다. 사실상의 정치권력은 차르의 아내의 오빠였던 대귀족 보리스 고두노프의 손으로 넘어갔다(보리스는 농노가 1년에 한 번만 이동의 자유를 주어 섬기던 영주를 변경하는 유리의 날을 폐지했다.). 표도르 1세는 병약하여 요절했고 막내아들 드미트리는 8살의 어린 나이에 살해당했다. 이후 표도르 1세의 처남(아내의 오빠)인 보리스 고두노프가 차르 자리를 승계하여 류리크 왕조는 곧 종말하게 된다. 이후 보리스 고두노프는 이반 4세의 아들 드미트리를 자칭한 첫 번째 가짜 드미트리의 침공 중에 사망한다. 이반의 아들 드미트리를 자칭한 사람은 총 3명으로, 그 중 첫번째 가짜는 차르 자리까지 오르는 데 성공한다. 그러나 딸들 및 몇몇 서출 자녀들은 후손이 이어졌고, 한편 이오시프 스탈린도 그의 후손 중 한 사람이었다 한다.
결국 가짜 드미트리 소동을 거쳐 한때 폴란드의 왕인 블라디슬라프가 1610년부터 1613년까지 러시아 차르 직에 있었다. 그 뒤 이반의 왕비 아나스타샤의 남동생 니키타 로마노프의 손자인 미하일 1세가 즉위하여 로마노프 왕가를 열게 된다.

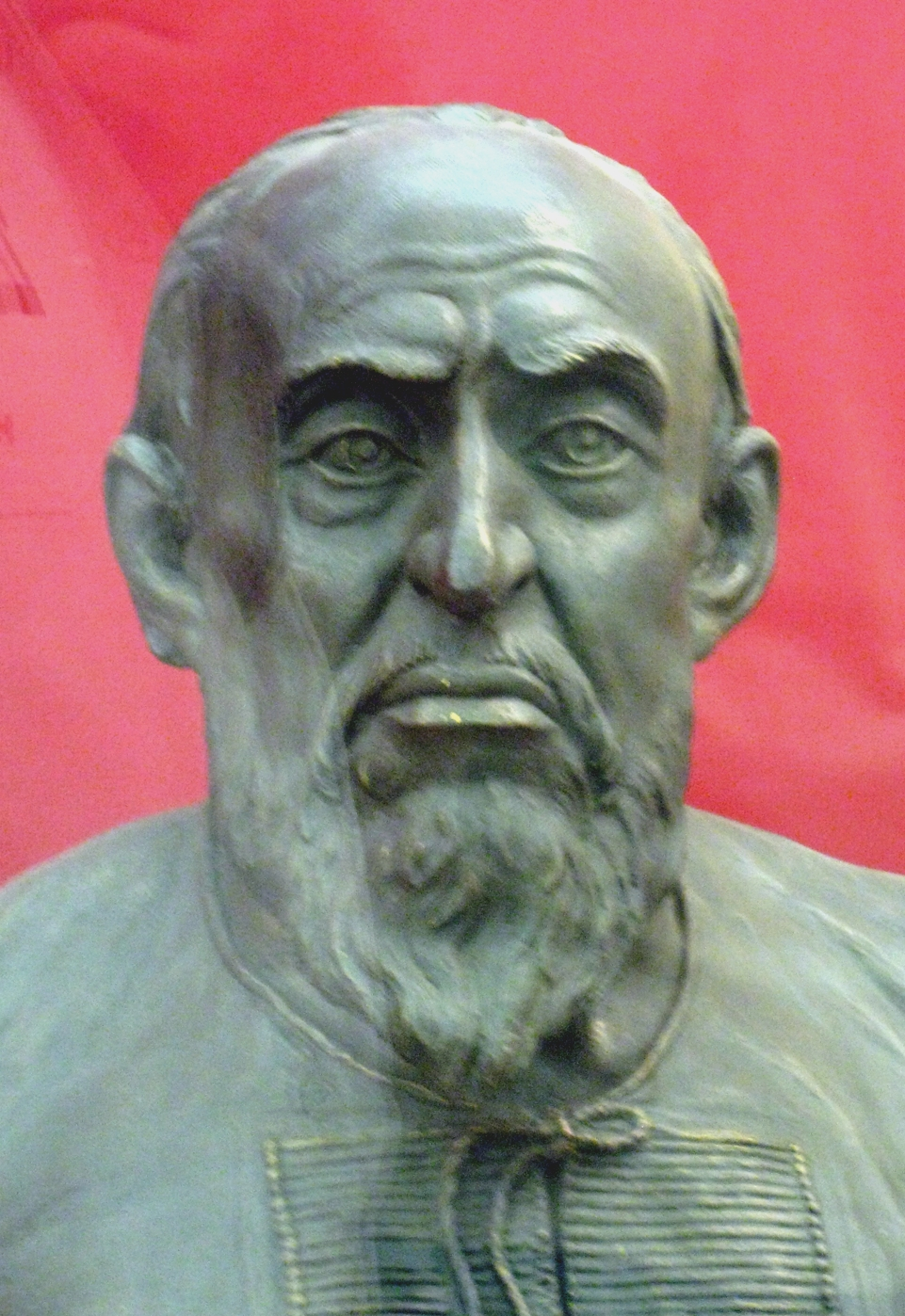
미하일 게라시모프가 법의학적으로 복원한 이반 4세의 얼굴상

## 가계
- 조부 : 이반 3세
- 부왕 : 바실리 3세
- 모후 : 엘레나 글린스카야
  - 남동생 : 유리 - 귀머거리였다고 한다.
  - 이복형 : 블라디미르

- 아들 : 디미트리 - 유모의 실수로 익사해 요절
- 아들 : 이반 - 아버지에게 맞아 죽음(오른쪽 그림)
- 아들 : 드미트리 - 어렸을 때 살해당함. 이를 빙자한 가짜가 3명이 등장함.
- 아들 : 표도르 1세
- 아들 : 바실리
- 딸 : 안나
- 딸 : 마리아
- 딸 : 에보도키아

## 같이 보기
- 앙리 트루아야

## 참고 문헌
- 이 문서에는 다음커뮤니케이션(현 카카오)에서 GFDL 또는 CC-SA 라이선스로 배포한 글로벌 세계대백과사전의 내용을 기초로 작성된 글이 포함되어 있습니다.